# Symfonie nr. 3 (Hartmann)
Karl Amadeus Hartmann voltooide zijn Symfonie nr. 3 in 1949.
Hartmann greep met zijn derde symfonie terug op eerdere werk. Hij verwerkte zijn Klagesang symphonie en Sinfonia Tragica in dit werk. Het leverde een tweedelig werk op, waarbij het eerste deel in twee secties uiteenvalt. De aanduiding van het eerste deel (Largo ma non troppo – Allegro con fuoco) geeft dit ook aan. Voor de oren is de overgang ook duidelijk waarneembaar. Het largo is traag en begint in de onderste stem van de contrabassen en groeit langzaam naar een volledig strijkorkest. De symfonie slaat ineens om; onder de pauken en de rest van het orkest wordt een fuga (de componist duidde Virtuose Fuge) ingezet, die volgens kenners alleen zijn gelijke kent in de soortgelijke werken in het genre van Johann Sebastian Bach en Georg Friedrich Händel. Het tweede deel (Adagio-Andante-Allegro-Andante-Adagio) laat wisselende klanken in wisselende tempi horen.  
Het eerst was deze symfonie alleen op de radio te beluisteren. Erich Schmid leidde het Symphonieorchester des Bayerischen Rundfunks op 10 februari 1950 in de Sendesaal in München. De eerste publieke uitvoering volgde in 1 november 1950 door dezelfde combinatie. Daarna volgden een beperkt aantal uitvoeringen van dit zware werk. Opvallend is dat dirigenten Ingo Metzmacher en Eugen Jochum daarbij behoorlijk vertegenwoordigd zijn. Zowel Metzmacher (2x) als Jochum (6x) voerden het werk uit met het Koninklijk Concertgebouworkest, met acht uitvoeringen het meest uitgevoerde werk van Hartmann door dat orkest. 
Een van de uitvoeringen die zijn vastgelegd is die van James Gaffigan met het Radio Filharmonisch Orkest van 22 september 2012 (Challenge Records met alle symfonieën). 
Hartmann schreef een groot symfonieorkest voor:
- 3 dwarsfluiten (III ook piccolo), 3 hobo’s,  3 klarinetten, 3 fagotten (III ook contrafagot)
- 4 hoorns, 3 trompetten, 3 trombones, 1 tuba
- pauken, twee man/vrouw percussie (triangel, gongs, tamtam,  bekkens, kleine trom, grote trom), harp, celeste, piano
- violen, altviolen, celli, contrabassen